# Aulnay-sur-Iton
Aulnay-sur-Iton ist eine französische Gemeinde mit 707 Einwohnern (Stand: 1. Januar 2022) im Département Eure in der Region Normandie. Sie gehört zum Arrondissement Évreux, zum Kanton Conches-en-Ouche sowie zum Gemeindeverband Pays de Conches. Die Einwohner werden Aulnaysiens genannt.

## Geografie
Aulnay-sur-Iton liegt etwa sieben Kilometer westsüdwestlich von Évreux am Iton. Umgeben wird Aulnay-sur-Iton von den Nachbargemeinden La Bonneville-sur-Iton im Westen und Norden, Saint-Sébastien-de-Morsent im Nordosten, Arnières-sur-Iton im Osten sowie Les Ventes im Süden.

## Bevölkerungsentwicklung
| Jahr                       | 1962 | 1968 | 1975 | 1982 | 1990 | 1999 | 2006 | 2019 |
| Einwohner                  | 466  | 425  | 482  | 529  | 544  | 590  | 639  | 708  |
| Quellen: Cassini und INSEE |      |      |      |      |      |      |      |      |

## Sehenswürdigkeiten

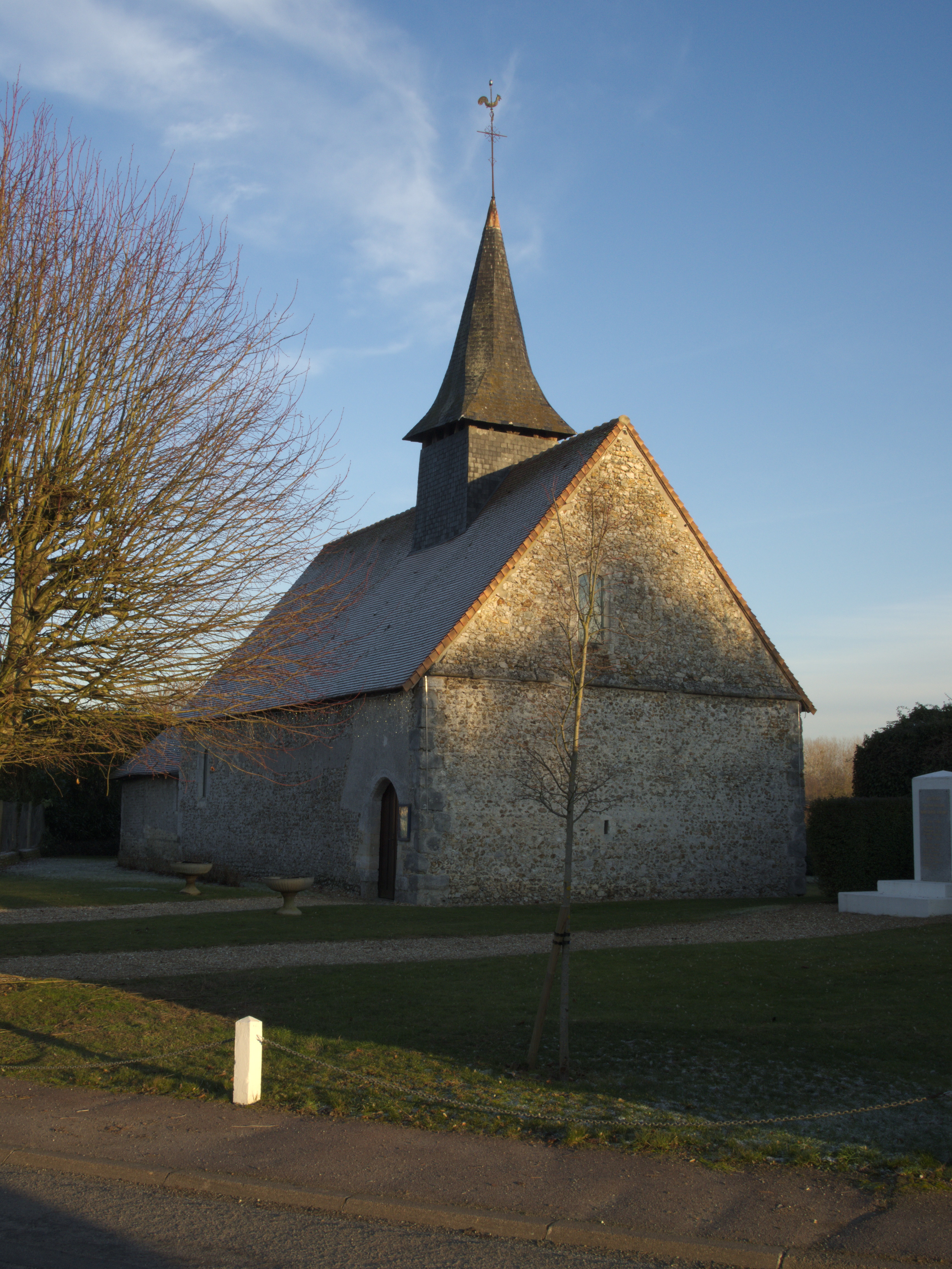
Kirche Saint-Pierre
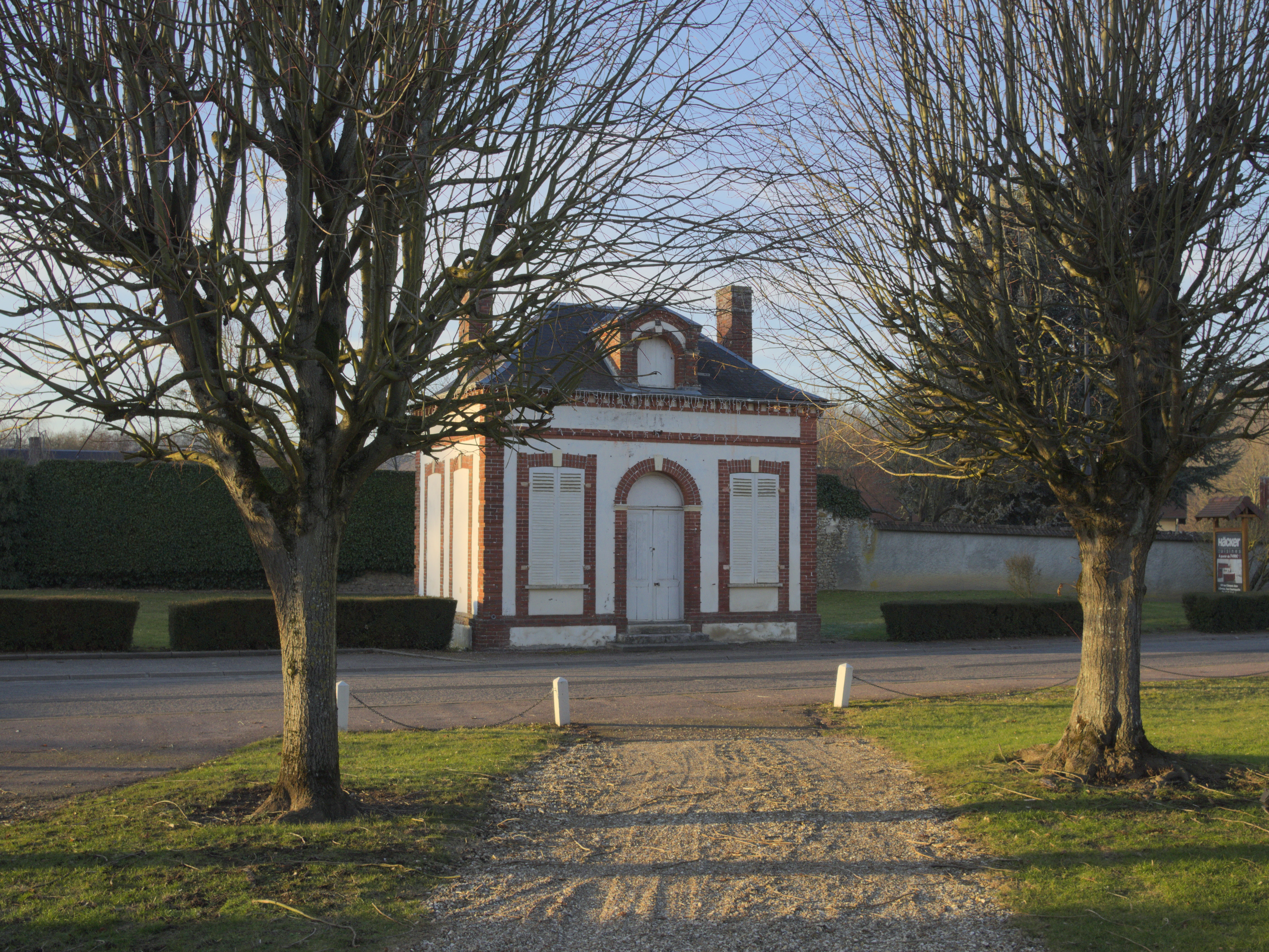
Ehemaliges Rathaus

- Kirche Saint-Pierre
- Ehemaliges Rathaus

## Persönlichkeiten
- François Faber (1887–1915), Radrennfahrer, im Ersten Weltkrieg gefallen